# Hải quân Hoàng gia Nam Tư
Hải quân Hoàng gia Nam Tư (Serbi-Croatia: Кpaљeвcкa Југословенска Pатна Морнарица; Kraljevska Jugoslovenska Ratna Mornarica), là hải quân của Vương quốc Nam Tư. Quân chủng này đã tồn tại kể từ khi thành lập Vương quốc của người Serbia, Croatia và Slovenia vào năm 1918 rồi sau đổi thành Vương quốc Nam Tư vào năm 1929. Hải quân Hoàng gia Nam Tư chính thức bị giải tán sau cuộc xâm lược của phe Trục vào tháng 4 năm 1941.

### Hoạt động trong Thế chiến II

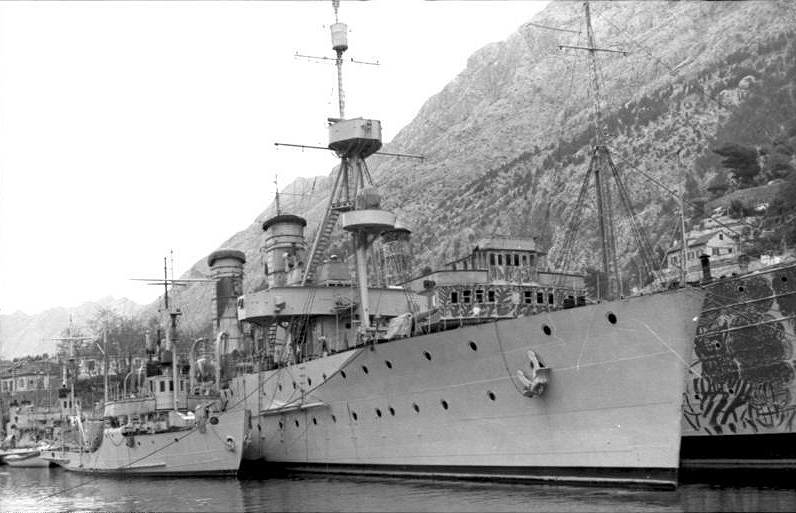
Tàu hải quân Nam Tư bị Hải quân Ý (Regia Marina) bắt được vào tháng 4 năm 1941. Hình nhìn từ bên trái gồm một chiếc tàu rải mìn lớp Malinska, tuần dương hạng nhẹ Dalmacija và tàu sửa chữa tàu ngầm Hvar.

#### Thiệt hại

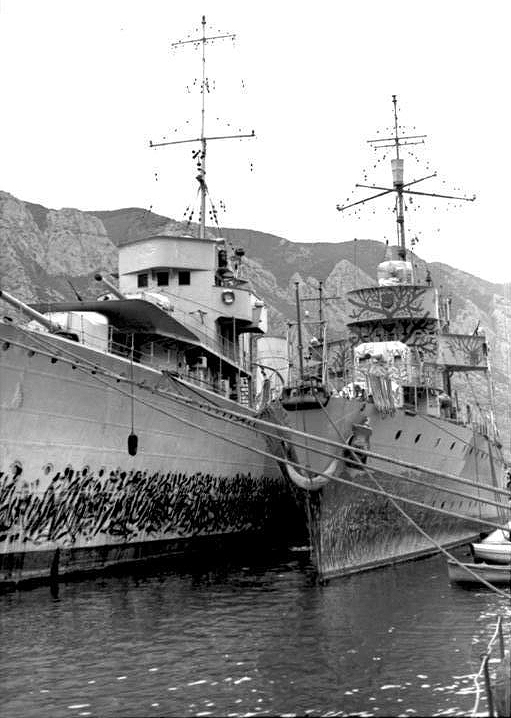
Các khu trục hạm hải quân Nam Tư bị Hải quân Ý (Regia Marina) bắt được vào tháng 4 năm 1941. Hình nhìn từ bên trái gồm Dubrovnik và Beograd.

## Lịch sử